# Paepalanthus macrocaulon
Paepalanthus macrocaulon är en gräsväxtart som beskrevs av Silveira. Paepalanthus macrocaulon ingår i släktet Paepalanthus och familjen Eriocaulaceae. Inga underarter finns listade i Catalogue of Life.